# Эребуни (аэропорт)
Аэропорт «Эребуни» (арм. Էրեբունի) — аэродром совместного базирования Армении и России (с 1995 года), расположенный в непосредственной близости от столицы Армении — города Еревана.

## История
Над аэропортом работали архитекторы Р. Г. Асратян, Л. Ш. Христафорян и конструкторы Э. Н. Тосунян, И. Г. Баграмян.
21 июля 1938 года из Ереванского аэропорта (ныне «Эребуни») был совершен первый полет по маршруту Ереван-Тбилиси, а с 25 декабря того же года начались регулярные рейсы. Аэропорт расположен в 7,3 км к югу от центра Еревана.
В настоящее время аэропорт используется как российскими, так и армянскими военными. Вместе с тем, аэропорт используется также частными предприятиями, выполняющими чартерные вертолётные полёты как внутри страны, так и в страны СНГ.
В 1938 году на аэродроме базировалась 4-я авиационная эскадрилья им. Ворошилова Закавказского военного округа на самолетах И-15, И-16 и И-153. В 1939 году на базе эскадрильи был создан 84-й истребительный авиационный полк, который с началом войны послужил базой для формирования двух полков:
- в начале июля 1941 года сформирован[1] 84-й «А» истребительный авиационный полк по штату 015/134 на самолетах И-153 методом деления 84-го иап на 2 части. 84-й «А» истребительный авиационный полк вошел в состав 135-й смешанной авиадивизии ВВС ЗКВО[2]. Впоследствии переименован в 348-й истребительный авиационный полк[1].
- 30 июля 1941 года сформирован[1] второй 84-й «А» истребительный авиационный полк на самолетах И-153 путём выделения из состава 84-го иап по штату 015/174[3]. Впоследствии переименован в 101-й гвардейский истребительный авиационный полк[1].

Сам 84-й истребительный авиационный полк 24 декабря 1942 года был расформирован.
В период с 1943 года по декабрь 1960 года на аэродроме базировался 25-й Краснознамённый истребительный авиационный полк на самолетах МиГ-3, ЛаГГ-3, Р-39 «Аэрокобра», Як-3, МиГ-15 и МиГ-17. В период с 07 января 1943 года по 30 марта 1943 года полк вел боевую работу как отдельный истребительный авиационный полк ВВС Закавказского фронта, осуществляя задачи ПВО Еревана и патрулирование границы с Турцией. В декабре 1960 года полк был расформирован.

## Российская авиабаза
Российская авиабаза была сформирована в 1995 году и является воздушной компонентой 102-й российской военной базы, дислоцированной в Гюмри. Военно-воздушные силы Российской Федерации в Армении состоят из 18 истребителей МиГ-29 426-й авиагруппы и 700-го воздушно-транспортного контрольного центра (система локаторов), расположенных на 3624-й воздушной базе в аэропорту «Эребуни». В декабре 2015 года на вооружение поступило 7 современных вертолетов — боевые ударные Ми-24П и транспортные Ми-8МТ. До конца 2015 года будет поставлена ещё одна партия вертолётов.
С началом работы российского миротворческого контингента в Нагорном Карабахе в ноябре 2020 года, истребители несли службу в круглосуточном режиме. В небе над Арменией постоянно находился один или два истребителя МиГ-29. Российские ВКС обеспечивали прикрытие миротворческих колонн контингента, передвигающихся по территории Армении и Нагорного Карабаха.

## Галерея

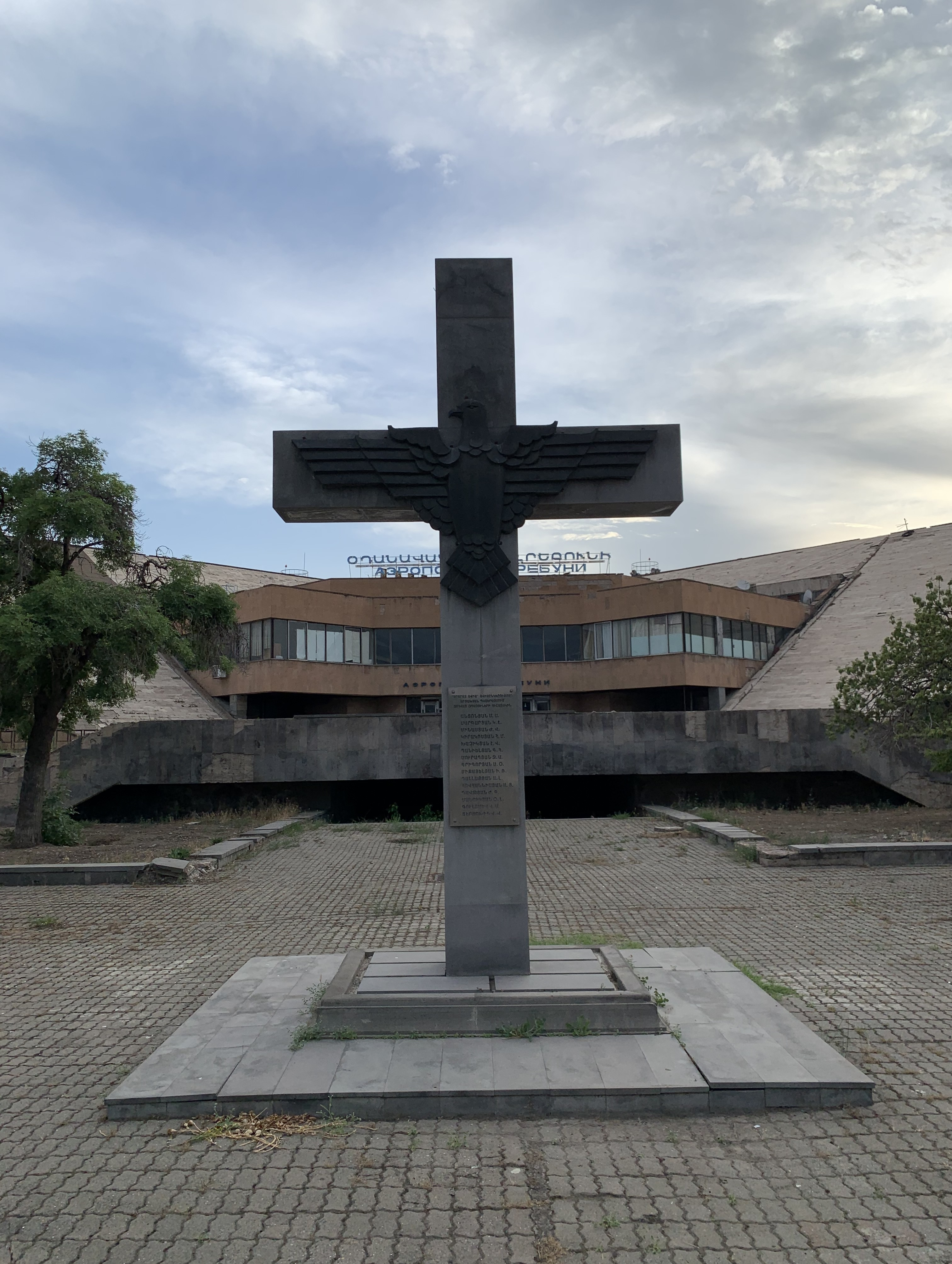
Памятный крест перед зданием аэропорта
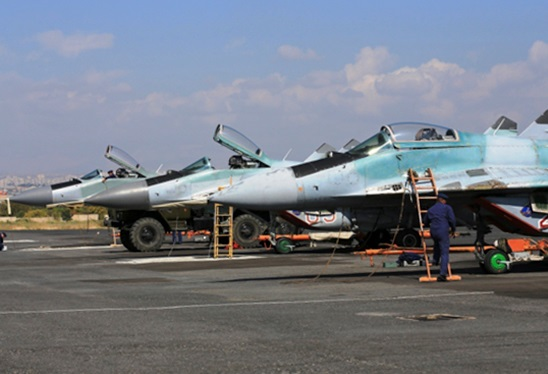
Российские МиГ-29 на авиабазе
Взлёт пары МиГ-29, 2016 год
Посадка Российского МиГ-29 на фоне горы Арарат на авиабазу, 2016 год
Вертолёты ВВС Армении, 2013 год